# Soi Cheang

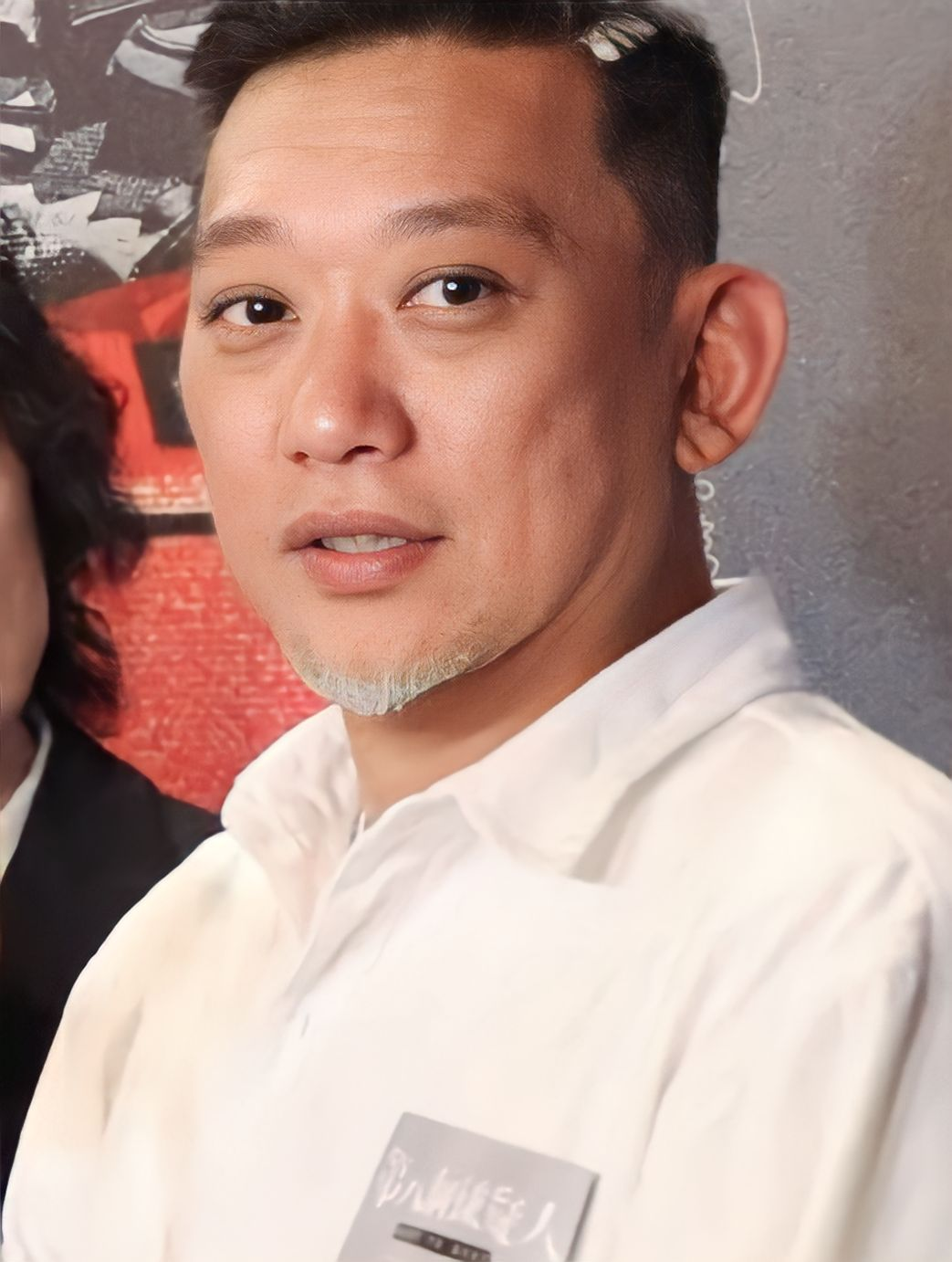
Soi Cheang (2023)

Soi Cheang (* 11. Juli 1972 in Macau als (chinesisch 鄭保瑞, Pinyin Cheang Pou-soi), auch bekannt als Bob Cheng) ist ein chinesischer Filmregisseur und -produzent.

## Leben
Soi Chenang wurde 1972 in Macau geboren, zu dieser Zeit eine portugiesische Kolonie, und wuchs in Hongkong auf.
Er spielte zunächst kleinere Rollen in verschiedenen Filmen aus Hongkong, bevor er 1999 mit Our Last Day sein Regiedebüt gab. Er ist bekannt für seine harten Actionthriller und Martial-Arts-Filme, darunter Dog Bite Dog (2006), Shamo – The Ultimate Fighter (2007) und Limbo (2021). Er drehte außerdem die The Monkey King-Trilogie, die auf dem Roman Die Reise nach Westen von Wu Cheng’en basiert.
Für den Film Mad Fate (2023) erhielt er einen Hong Kong Film Award als bester Regisseur. 2024 wurde er für Twilight of the Warriors: Walled In, auch als City of Darkness betitelt, beim Sitges Festival Internacional de Cinema Fantàstic de Catalunya für die beste Regie ausgezeichnet.

## Filmografie
| Jahr | Film                                                 | Credits | Credits   | Anmerkungen |
| Jahr | Film                                                 | Regie   | Produzent | Anmerkungen |
| ---- | ---------------------------------------------------- | ------- | --------- | --- |
| 1999 | Our Last Day                                         | Ja      | Nein      | – |
| 1999 | The House of No Man                                  | Ja      | Nein      | Auch Drehbuch |
| 1999 | Beach Girl                                           | Ja      | Nein      | – |
| 2000 | Diamond Hill                                         | Ja      | Nein      | Auch Drehbuch |
| 2001 | Horror Hotline... Big Head Monster                   | Ja      | Nein      | Auch Drehbuch |
| 2002 | New Blood                                            | Ja      | Nein      | Auch Drehbuch |
| 2003 | The Death Curse                                      | Ja      | Nein      | – |
| 2004 | Love Battlefield                                     | Ja      | Nein      | – |
| 2004 | Hidden Heroes                                        | Ja      | Nein      | – |
| 2005 | Home Sweet Home                                      | Ja      | Nein      | – |
| 2006 | Dog Bite Dog                                         | Ja      | Nein      | – |
| 2007 | Shamo – The Ultimate Fighter                         | Ja      | Nein      | – |
| 2009 | Accident                                             | Ja      | Nein      | – |
| 2012 | Motorway                                             | Ja      | Nein      | Nominiert für den Hong Kong Film Award für die beste Regie                                                            |
| 2014 | The Monkey King                                      | Ja      | Nein      | – |
| 2015 | SPL 2: A Time of Consequences                        | Ja      | Nein      | – |
| 2015 | Two Thumbs Up                                        | Nein    | Ja        | – |
| 2016 | The Monkey King 2                                    | Ja      | Nein      | – |
| 2017 | Paradox                                              | Nein    | Ja        | Nominiert für den Hong Kong Film Award für den besten Film                                                            |
| 2017 | The Brink                                            | Nein    | Ja        | – |
| 2018 | The Monkey King 3                                    | Ja      | Ja        | – |
| 2019 | I'm Livin' It                                        | Nein    | Ja        | Nominiert für den Hong Kong Film Award für den besten Film                                                            |
| 2020 | Double World                                         | Nein    | Ja        | – |
| 2021 | Limbo                                                | Ja      | Nein      | Nominiert für einen Golden Horse Award für die beste Regie Nominiert für den Hong Kong Film Award für die beste Regie |
| 2022 | The Sunny Side of the Street                         | Nein    | Ja        | Nominiert für einen Golden Horse Award für den besten narrativen Film                                                 |
| 2023 | Cyber Heist                                          | Nein    | Ja        | – |
| 2023 | Mad Fate                                             | Ja      | Executive | Hong Kong Film Award für die beste Regie                                                                              |
| 2023 | Dust to Dust                                         | Nein    | Ja        | – |
| 2024 | Twilight of the Warriors: Walled In/City of Darkness | Ja      | Executive | – |